# 한국관상어협회
한국관상어협회는 관상어(비단잉어, 열대어, 금붕어)및 관상어 용품의 생산, 보급 유통을 원활히 함으로써 관상어 업계의 발전에 기여하고 회원 간의 권익을 증진함을 목적으로 1992년 5월 17일 설립된 대한민국 해양수산부 소관의 사단법인이다. 사무실은
경기도 광명시 소하로 86 제일프라자 304호 3층에 있다.

## 주요 사업
- 관상어 생산 및 사육 기술과 품종 개량에 관한 사업
- 관상어 사업에 대한 연구, 조사 및 해외 정보 수집
- 관상어 및 용품의 유통질서 확립과 개선에 관한 사업
- 관상어 및 용품의 수출, 수입에 관한 사업
- 관상어 사업 종사자의 자질 향상과 교육에 관한 사업
- 관상어 용품 기술향상과 품질개량 및 홍보사업
- 관상어 용품, 수족관, 양식 기타 허가사업
- 전 업계의 전문화를 위한 관상어 교육기관의 설립, 자격증제도 사업
- 수산자금 차입전대 또는 알선
- 공동구매 및 판매사업
- 기타 위 각호에 부대하는 사업